# NGC 6030
NGC 6030 је лентикуларна галаксија у сазвежђу Херкул која се налази на NGC листи објеката дубоког неба.
Деклинација објекта је + 17° 57' 27" а ректасцензија 16h 1m 51,3s. Привидна величина (магнитуда) објекта NGC 6030 износи 12,8 а фотографска магнитуда 13,8. NGC 6030 је још познат и под ознакама UGC 10139, MCG 3-41-44, CGCG 108-65, PGC 56750.